# Ulrik Frederik Brüggemann
Ulrik Frederik Brüggemann (20. februar 1671 i Itzehoe – 1. juni 1735) var en dansk officer og godsejer, far til Valdemar Brüggemann.
Han var en søn af etatsråd Nicolaus Brügmann til Ulriksholm og Østergård og Gesilla Hausmann. 1686 den 31. juli udnævnt til hofjunker. Da han 1689 stod som fændrik ved Prins Georgs Regiment, har han muligvis fulgt den bataljon af dette, som med hjælpetropperne samme år gik til Irland. 1693 kom han til Norge og blev året efter kaptajn ved 1. norske Infanteriregiment. Han giftede sig 30. august 1705 med Anna Stockfleth, der var født i Christiania 1688 og var en datter af etatsråd Hannibal de Stockfleth (no) og Cathrine Margrethe Skougaard. Han blev major 1710, men fra august 1712 stod han som oberstløjtnant ved Akershus' Regiment. Da Carl XII i 1716 faldt ind i Norge, kom han med et lille strejfkorps til Hølands Præstegæld, hvor det den 9. marts kom til en navnkundig kamp. Hans overordnede oberst Ulrik Christian Kruse erhvervede sig ved denne lejlighed sit berømmelige navn ved sin tapperhed, men U. F. Brüggemann, der havde forsømt at sikre sine tropper, blev om natten taget til fange i sin seng. Krigsretten dømte ham 1717 til at have sin charge fortabt, men hans gode familieforbindelser bevirkede en formildelse i dommen, så at han fik sin afsked af tjenesten. Ved en revision, som sagen blev underkastet 1719, blev der endogså meddelt ham en fornyet afsked med obersts karakter. Hølands-affæren og Brüggemanns forhold vakte i hin tid megen opsigt, vel ikke mindst fordi nordmændenes optræden i denne krig i alle henseender ellers var så udmærket. Efter sin afsked købte Brüggemann 1719 Elvedgård på Fyn og gav sig nu kun af med bestyrelsen af dette gods, hvis hovedgård han byggede færdig 1721. Han døde 1. juni 1735. Enken solgte Elvedgård 1744. I tællingen 1748 over adelige bor enken, oberstinde Anna de Stochflet, i Kirke Helsinge sogn, mellem Kalundborg og Slagelse. Hun døde i sognet på Helsingegård i 1753, begravedes 29. januar. Brüggemann-slægten havde en gravkælder i Kirke Helsinge kirke, hvor hun, ægtemanden og sønnen Valdemar fik plads. Desuden 2 ugifte døtre, 2 gifte døtre og svigersønner, en svigerdatter og et barnebarn.